# Walter Schachner
Walter Schachner (Leoben, 1 februari 1957) is een voormalig profvoetballer uit Oostenrijk, die speelde als aanvaller gedurende zijn carrière. Na zijn actieve loopbaan stapte hij het trainersvak in. Zijn bijnaam luidt Schoko. Hij speelde clubvoetbal in Oostenrijk en Italië.

## Interlandcarrière
Schachner speelde 64 keer voor de nationale ploeg van Oostenrijk, en scoorde 23 keer in de periode 1976-1994. Hij maakte zijn debuut op zondag 5 december 1976 in de WK-kwalificatiewedstrijd in en tegen Malta (0-1). Schachner moest in dat duel na 81 minuten plaatsmaken voor Hans Pirkner. Met Oostenrijk nam hij deel aan twee WK-eindronden: 1978 en 1982. In 1994 zwaaide hij af als international.

## Erelijst

### Speler
Austria Wien
- Oostenrijks landskampioen

1979, 1980, 1981
- Beker van Oostenrijk

1980
- Topscorer Bundesliga (Oostenrijk)

1979, 1980
 Torino
- Topscorer Serie A

1984 (8 goals)

### Coach
Grazer AK
- Oostenrijks landskampioen

2004
- Beker van Oostenrijk

2004
 Kärnten
- Beker van Oostenrijk

2001
- Oostenrijkse Supercup

2001